# Tremulant (fonetiek)
Een tremulant of rhotic is een liquida die wordt gevormd doordat met de tongpunt of een ander deel van de tong ergens tegen het harde of zachte verhemelte of de huig wordt gearticuleerd. Het resultaat is een klank die meestal wordt geschreven als /ɾ/, /ɺ/, /ɹ/ of /r/. Tremulante liquidae worden onderscheiden van laterale.
Het belangrijkste onderscheid is dat tussen de "tongpunt-r" en de "huig-r" of "keel-r". Zie voor de typeringen en verspreiding hiervan in het Nederlandse taalgebied: Uitspraak van de r in het Nederlands.